# Odontotaenius cerastes
Odontotaenius cerastes is een keversoort uit de familie Passalidae. De wetenschappelijke naam van de soort is voor het eerst geldig gepubliceerd in 1988 door Castillo, Rivera-Cervantes & Reyes-Castillo.